# K defilé
„K defilé“ (německy Parade-Defiliermarsch) je slavnostní vojenská pochodová skladba z 19. století, kterou složil český skladatel a kapelník Antonín Ambrož.

## Vznik skladby
Autorem skladby byl český kapelník rakouské armády Antonín Ambrož (1839–1886). Studoval na Pražské konzervatoři. Byl významným členem vojenské kapely, v letech 1859 až 1867 byl kapelníkem 29. praporu rakouské vojenské policie. V roce 1868 působil u 5. dělostřeleckého pluku a po rozpuštění dělostřelectva téhož roku od 1. srpna 1868 u 57. pěšího pluku, se kterým sloužil v posádkách v Pešti, ve Vídni, v Olomouci, v Opavě a v Krakově, kde nakonec zemřel v roce 1886. V tomto pluku vznikla většina jeho populárních děl. Ve skladbě použil motiv z průvodového pochodu svého kolegy Antona Rosenkranze. V Československu bylo autorství skladby někdy připisováno buď Karlu Komzákovi staršímu nebo Karlu Komzákovi mladšímu a skladbě se říkalo Komzákův pochod.

## Současnost
Pochod dnes používá Armáda České republiky i hudba Hradní stráže. V Rakousku jej užívá Rakouská spolková armáda a je také populární zejména u lidových pochodových kapel v oblasti Tyrolska.

## Alternativní názvy skladby
Původní název skladby není zcela jistý, v historii je znám pod celou řadou názvů.
- K defilé
- Komzák
- Parade-Defiliermarsch
- Österreichischer Parade-Defiliermarsch
- Garnisons-Defiliermarsch
- 57er Defiliermarsch
- Komzak-Marsch